# Calvera
Calvera (Càlavìrë in dialetto lucano) è un comune italiano di 351 abitanti della provincia di Potenza in Basilicata.

## Origine del nome
Secondo alcuni il suo nome deriverebbe dal greco "Kalaurus", Κάλαυρος, "luogo in cui si respira aria pura" .

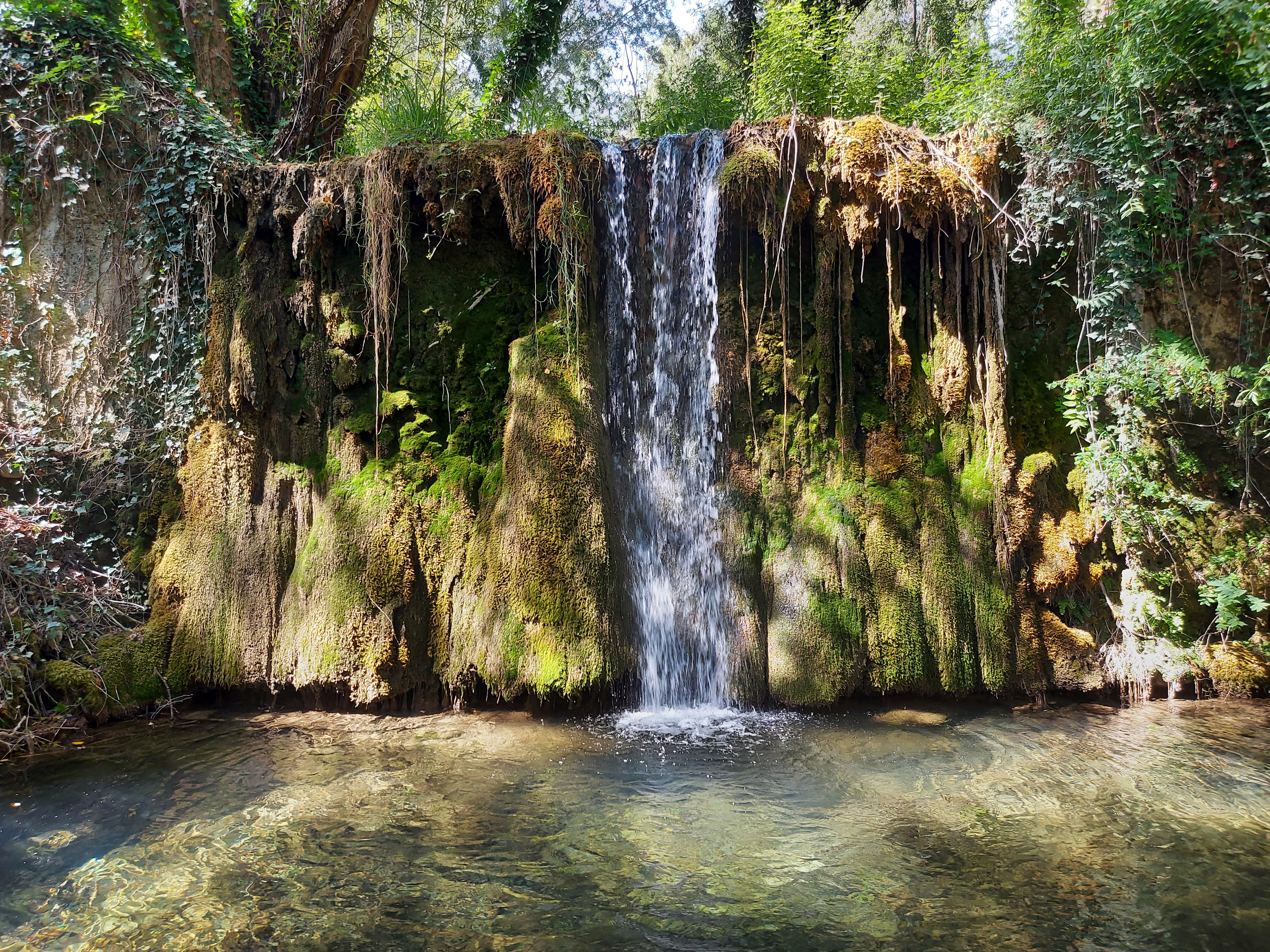
Calvera, cascata del Vallone

## Geografia fisica
Sorge a 630 m s.l.m. nell'area settentrionale del parco nazionale del Pollino, alle pendici del Monte Mancino, sulla Valle del Serrapotamo e nei pressi della foresta demaniale regionale Magrizzi - Cielagresti, ricca di tartufi e funghi porcini . Gode di una posizione che consente vedute panoramiche fino alle vette della catena del Pollino.
Confina con i comuni di Teana (7 km), Carbone (8 km), Castronuovo di Sant'Andrea (16 km) e San Chirico Raparo (23 km).

## Storia
Le prime notizie scritte risalgono all'epoca angioina, precisamente in un documento del 1280 dove sono riportate tutte le terre della Basilicata di allora.
Dal XV al XVIII secolo Calvera è feudo prima dei Sanseverino e dopo dei Donnaperna .
Nel 1875 una grande frana distrugge buona parte dell'abitato, oltre alla Chiesa Madre dedicata a San Gaetano.

## Monumenti e luoghi d'interesse
- Chiesa della Madonna del Carmine
- Chiesa di San Gaetano
- Palazzo Beniamino Mazzilli
- Palazzo Durso (ex Donnaperna)
- Palazzo Salerno
- Palazzo Calabrese
- Palazzo Mobilio-Nocera
- Palazzo Bononati-Mobilio
- Palazzo De Nigris
- Museo fotografico Anamnesis
- Cascate del Vallone

## Cultura
Calvera è inserita nel percorso del Cammino del mischiglio che attraversa altri tre Comuni della valle del Serrapotamo (Teana, Fardella, Chiaromonte) e prende il nome dal mix di farine di grano, fave e cereali tipico di questo territorio.

## Società

### Evoluzione demografica
Abitanti censiti